# 静海站
静海站位于中国天津市静海区东方红路338号，是原津浦铁路上的车站，始建于1908年，现在为京沪铁路赴上海方向出天津最后一个办理客运业务的车站。其老站房为重点保护等级历史风貌建筑。车站货场办理货运业务，但不办理散堆装货物到发。

## 历史
1907年12月，清政府与英德银行签订了津浦铁路借款合同。1908年6月，津浦铁路开工修建。同年，津浦铁路展筑至静海并修建了静海站。静海站在建成之初设有3条股道、2座旅客站台:269、1处旅客平交道口、1座站房、1排公事房和1个静海道班房。七七事变后，静海站被日军占有。1945年8月15日，静海站回归民国政府管理。1945年底至1949年2月期间，静海站因内战停止运营。
1977年，津浦复线铁路修通，车站股道数目增加至6条。1983年和1989年车站分别建设粮食局专用线和电厂专用线:269。1987年，静海站成为客货兼办的三等站，后成为客货兼办的二等站。
2001年9月，车站使用微机连锁设备，同年客运售票纳入全国联网系统。2003年车站候车室启用安检设备:248。
2020年9月车站站前广场开始改造工程，新建2700平方米的环形路、2000平方米的停车场和铺装8200平方米的站前广场花岗岩。

## 文化遗产

### 老站房

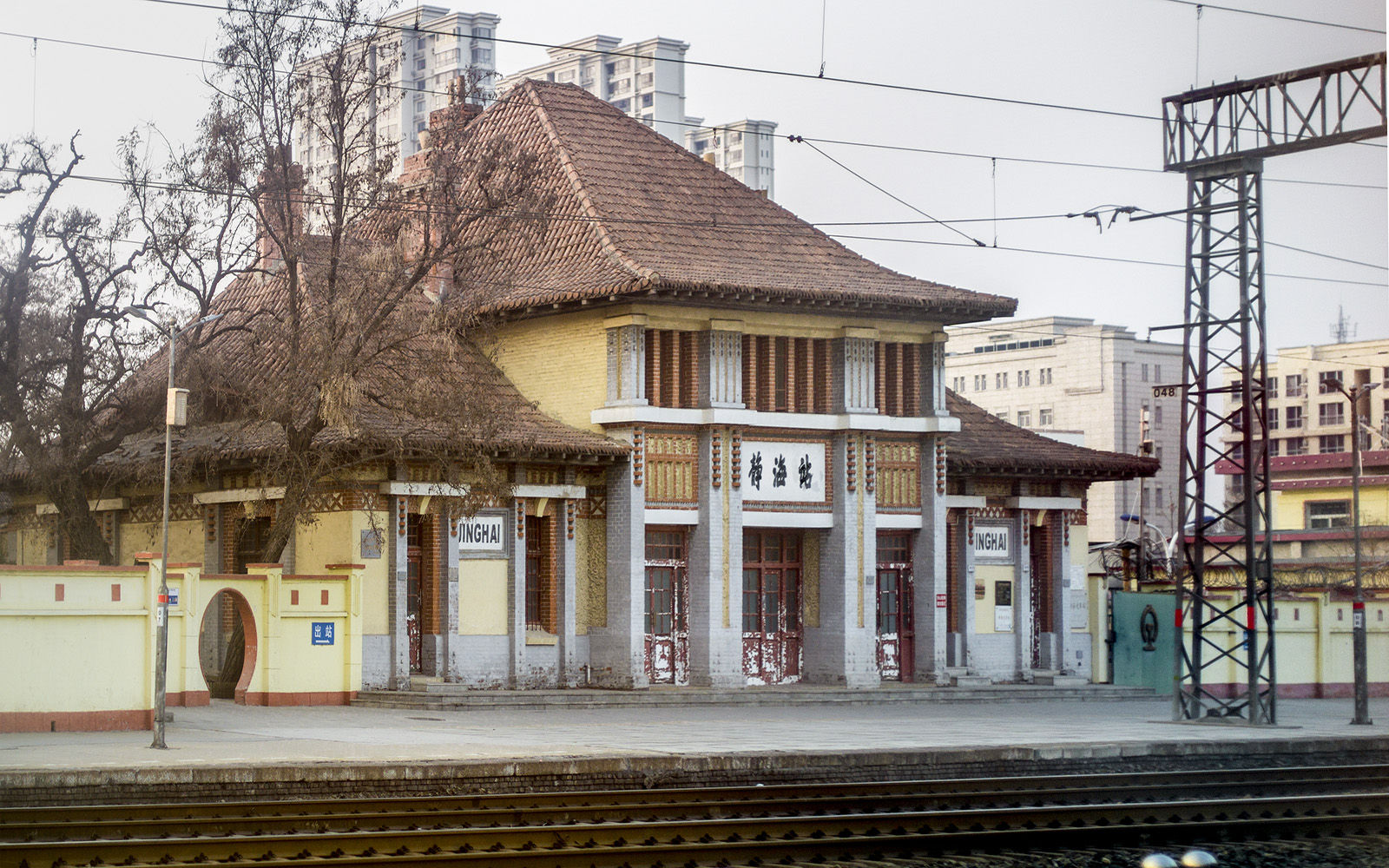
静海站老站房

静海站老站房的建筑面积为655平方米，使用面积为533平方米，其建筑结构为德式马尾柁架两建筑。站房外立面砌筑有灰色和浅赭石色的石灰糯米浆，为砖砌实心墙；房顶铺有直接固定在橼上的红筒瓦和四个砖砌烟筒。站房正面的候车处设有三扇大门，两侧的两扇大门高288厘米、宽225厘米，中间的四扇大门高288厘米、宽430厘米。老站房正面左下角设有一直径约为7厘米，上刻有“FD NO：22”字样的铁管。
老站房共有二层，整体内部分为三部分，其中中部一层为高12米进深11米候车厅，两侧为高9米进深10米的办公用房间。一楼通往二楼设有21阶旋转式木楼梯的楼梯，其中，一楼楼梯口设有木栅栏，一层设有全部相通的15个房间，共设有20扇格门和48格窗，室内一层铺有水泥地面，二层地面铺设有木板。静海站站房后面为一长30米，宽9米的长方形小院，校园两侧有拱形门。

### 建筑保护
2006年，静海火车站旧站房以“静海火车站”的名义被天津市人民政府公布为第二批天津市历史风貌建筑。2007年，津浦铁路静海站被列为天津十大不可移动文物之一。2013年1月5日，建筑以“静海火车站”的名义被天津市人民政府公布为第四批天津市文物保护单位。

## 車站構造
静海站目前使用站房位于东方红路北侧，面积1251平方米:248。

### 月台配置
静海站设有2座客运站台、1座旅客地下通道、5条发线股道。车站货场面积16.8万平方米:248，设有4条货物线股道:269、2座货运站台、1座货物仓库、120个货位和3台大型装卸机械，此外还有通往天津市植物油精炼厂、天津利达粮油储运有限公司和静海热电厂的专用线。
| 1站台 侧式站台 |                                 |
| 4道            | 京沪铁路 往北京方向（独流站）   |
| 正线           | 京沪铁路 上行列车通过线         |
| 正线           | 京沪铁路 下行列车通过线         |
| 2站台 岛式站台 |                                 |
| 3道            | 京沪铁路 往上海方向（陈官屯站） |
| 5道            | 京沪铁路列车                    |

## 旅客列车目的地
| 列车所属路局 | 目的地                     |
| ------------ | -------------------------- |
| 北京局集团   | 北京、峨眉、潞城、西安     |
| 哈尔滨局集团 | 济南、佳木斯、日照、牡丹江 |
| 济南局集团   | 北京丰台                   |
| 上海局集团   | 北京                       |
| 沈阳局集团   | 宁波、沈阳北、通辽         |